# Ormetica valera
Ormetica valera là một loài bướm đêm thuộc phân họ Arctiinae, họ Erebidae.